# Funkstelle Monte Grande
Die Funkstelle Monte Grande war eine Längstwellen-Funkstelle für Überseetelegrafie in der Nähe von Buenos Aires, Argentinien. Die Funkstelle Monte Grande verwendete eine Sendeantenne, welche an zwei je 219 Meter und acht 210 Meter hohen Masten befestigt war, welche die Form eines T besaß. Die Funkstelle Monte Grande wurde am 24. Januar 1924 in Anwesenheit von Staatspräsident Marcelo Torcuato de Alvear in Betrieb genommen. Die Anlage verwendete zum Zeitpunkt ihrer Inbetriebnahme einen Maschinensender. 
Die Rufzeichen der Funkstelle Monte Grande lauteten
- LPV Die Sendefrequenz lag bei 17,0 kHz, Leistung 33,2 kW
- LPZ Die Sendefrequenz lag bei 23,6 kHz, Leistung 72,1 kW